# Georgios Karaiskákisstadion
Georgios Karaiskákisstadion (Grieks: Γήπεδο Γεώργιος Καραϊσκάκης, Gípedo Geórgios Karaïskákis) is het voetbalstadion van de Griekse voetbalclub Olympiakos Piraeus. Het stadion biedt plaats aan 33.500 toeschouwers en is genoemd naar Georgios Karaiskakis, een held uit de Griekse Onafhankelijkheidsoorlog. Het Georgios Karaiskákisstadion was een 4-sterrenstadion voordat de UEFA overstapte op het categoriesysteem.

## Geschiedenis
Het stadion werd gebouwd in 1895 en werd gebruikt voor de Olympische Zomerspelen 1896 als het Neo Phaliron Velodrome. In 1960 werd het vernieuwd en in 2004 werd het stadion compleet herbouwd voor de Olympische Zomerspelen 2004. Traditioneel is het stadion de thuishaven van Olympiakos Piraeus, maar de club is in het verleden enkele malen uitgeweken naar andere stadions. Sinds 2003 speelt Olympiakos weer in het stadion.
In het stadion werd ook een concert door Rihanna gegeven op 1 juni 2010. Ook de UEFA Super Cup 2023 werd er gespeeld.